# Gorkha Beer

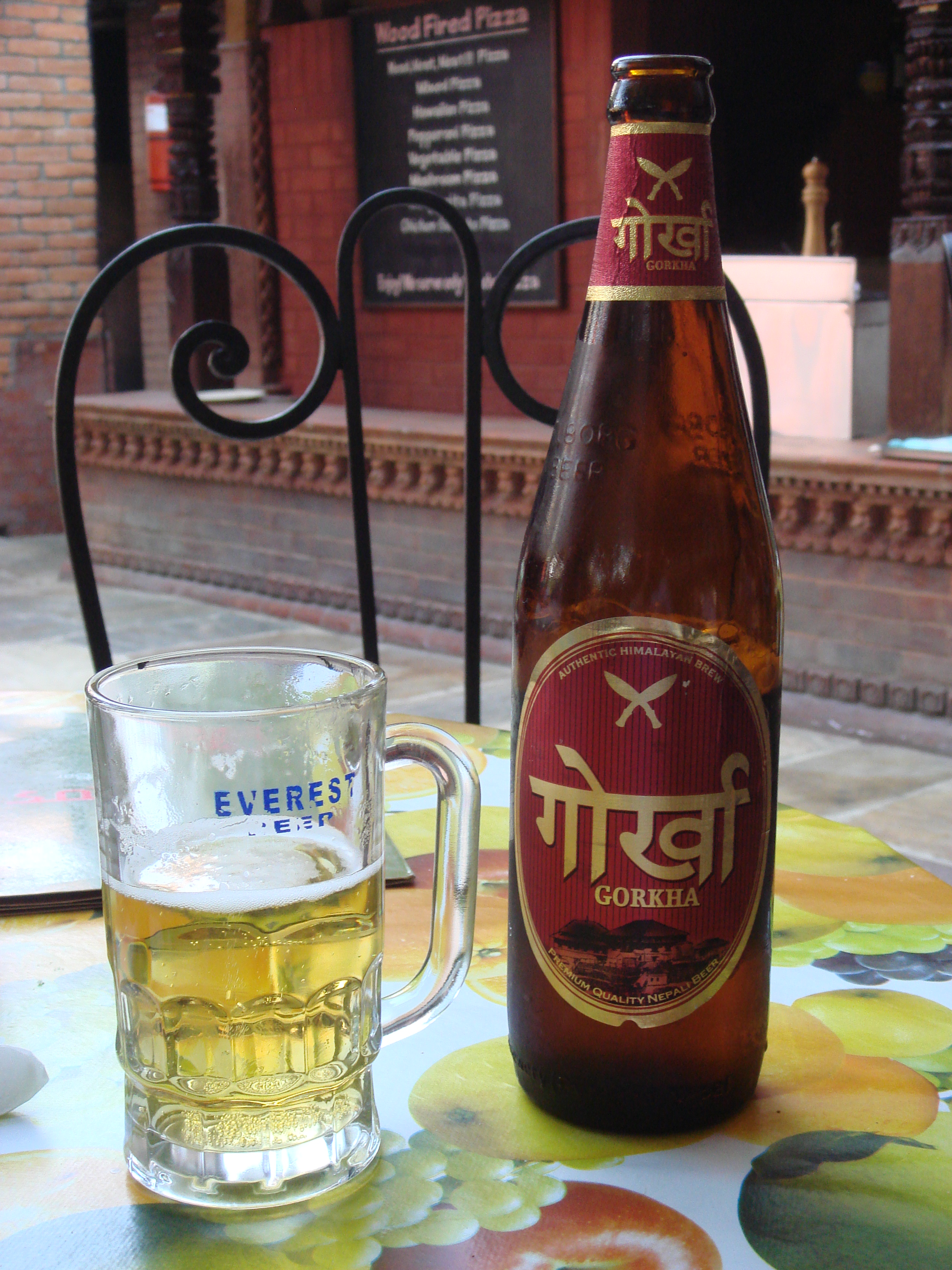
Botella y jarra de Gorkha Beer.

Gorkha Beer es una marca de cerveza nepalí fabricada por Gorkha Brewery desde el año 2006. Presenta un graduación alcohólica de 5,5%. En el año 2007 se empezó a exportar a Japón, Hong Kong y Macao y posteriormente por Europa y Australia.